# Katarina Izmajlova
Katarina Izmajlova (rus. Катерина Измайлова) (tudi Lady Macbeth iz Mcenskega okrožja) je opera v štirih dejanjih (devetih slikah) Dmitrija Šostakoviča. Libreto sta po noveli Nikolaja Semjonoviča Leskova spisala Alexander Preys in skladatelj. Opero je začel skladati leta 1930, končal jo je v decembru 1932. Krstna predstava je bila 22. januarja 1934 istočasno v tedanjem Leningradu in v Moskvi. V Leningradu je bila uprizoritev v Malem gledališču, v Moskvi pa je to delo uprizoril Nemirovič Dančenko. Takoj po prvih izvedbah je novo opero uprizorila ameriška Civic opera v Chicagu in šla z njo na turnejo, pri kateri je sodeloval filadelfijski simfonični orkester. Prva neruska evropska izvedba opere je bila v Stockholmu, prva slovanska evropska izvedba pa v Bratislavi leta 1935. Prva slovenska uprizoritev je bila na odru ljubljanske Opere 12. februarja 1936 (Ljubljana je bila šesto mesto, ki je uprizorilo Katarino Izmajlovo) v prevodu Nika Štritofa, režiji Osipa Šesta in pod taktirko Mirka Poliča.

## Osebe
- Boris Timofejevič Izmajlov, trgovec - bariton
- Zinovij Borisovič Izmajlov, njegov sin, trgovec - tenor
- Katarina Lvovna Izmajlova, Zinovijeva žena - sopran
- Sergjej, hlapec pri Izmajlovih - tenor
- Zapiti mužik - tenor
- Aksjuša - sopran
- Oskrbnik
- I. delavec - tenor
- II. delavec - tenor
- III. delavec
- Kočijaž
- Svatbeni starešina
- Učitelj
- Pravoslavni pop - bas
- Stražmojster
- Policaj - bas
- I. žandar
- II. žandar
- Sonjetka, lepa kaznjenka - alt
- Kaznjenec - bas
- Kaznjenka - sopran
- Delavci in delavke pri Izmajlovih, gostje na svatbi, policaji, žandarji, kaznjenci.

## Vsebina
Godi se v 19. stoletju v Rusiji.

### Prvo dejanje

#### Prva slika
Katarinina soba.
Katarina se dolgočasi v svoji sobi in se počuti nekoristno. Stari Boris Timofejevič, njen tast, sitnari in ji očita, da še nima otrok. Tudi sama bi jih rada imela, saj bi bilo pri hiši veselejše. Tast, ki je prišel naročit gobe, svojo najljubšo jed, ji še naroči, naj pripravi strupa za podgane. Vendar ga z gnevom odpravi, češ da bi moral izpiti strup sam. 
Na daljnem mlinu je voda predrla jez; njen mož Zinovij odide tja, zato se pride poslovit od žene. Obenem predstavi očetu novega hlapca Sergeja. Stari zahteva, naj žena priseže zvestobo, kajti človek ne ve, kaj se lahko pripeti mladi ženi. Blebetava Aksjuša izpove gospodinji vse, kar ve o novem hlapcu, ki da je velik ženskar. Stari ji tudi zdaj ne prizanese, da tudi solze ni potočila za možem.

#### Druga slika
Dvorišče pri Izmajlovih.
Hlapci se šalijo in zabavajo z Aksjušo. Katarina jih ošteje, posebno pa Sergeja, ki je med njimi najbolj predrzen.
Tudi sedaj se ne da ugnati, temveč se loti kar same gospodinje. Stari Boris razžene radovedneže ter zažuga Katarini, da bo vse povedal možu.

#### Tretja slika
Katarinina soba.
Spet je noč. Katarini ni do spanja, stari jo neprestano nadzira. Težko ji je pri duši, saj nima prostosti, nima perutnic, da bi vzletela, nima dragega. Najbolj jo skrbi, če bo sploh doživela ljubezen. Vtem nekdo potrka. Pojavi se Sergej, ki bi rad knjigo, da bi bral. Dolgčas mu je. Z gospodinjo se zaplete v pogovor ter ji tolmači svoje poglede na njen položaj. V svoji predrznosti pa gre dalje. Pogumno nadaljuje tam, kjer ga je prekinil stari Boris. Žena se sicer sprva upira, vendar se slednjič vda.

### Drugo dejanje

#### Četrta slika
Dvorišče, teden dni kasneje.
Stari Boris ne more spati. Dozdeva se mu, da se že nekaj noči plazijo okoli hiše tatovi. Zato opreza in pri Katarini opazi luč. Vidi, da z njenega okna pleza nekdo v dvorišče. Odhiti tja in prestreže Sergeja. Stari skliče sluge, zahteva nagajko. Sam želi kaznovati predrzneža. Katarina ga želi braniti, toda nihče se ji ne upa odpreti vrat. Zato spleza skozi okno, da bi ubranila ljubega pred blaznim starcem. Sergeja zaklenejo v skladišče. Stari je po dejanju postal lačen. Zahteva gob. Slugo pošlje za sinom, saj se je v hiši zgodil greh. Katarina prinese staremu hrano, a mu je v svojem besu nasula strupa v jed. Kmalu se pokaže strašen učinek. Umirajočemu vzame žena ključe, da bi rešila dragega. Delavci privedejo popa, da se mu umirajoči Boris izpove. Katarina opravičuje tastovo stanje z zaužitjem prevelike količine gob, zaradi česar je že marsikdo umrl. Da bi prikrila svoje dejanje, bridko toži nad tastovim truplom.

#### Peta slika
Hiša Izmajlovih.
Katarina ne najde več miru. Pekočo vest bi rada utopila v opojnosti objema svojega Serjože. Vsako noč se ji prikaže Borisov duh. Boji se ga in mu kljubuje. Serjoža jo skuša umiriti. V tihi noči sliši bližajoče se korake. Ker psi ne lajajo, ve, da je prišel njen mož, Zinovij. Poln očitkov in namigovanj je njun pogovor, ki konča s pretepom. Vanj poseže tudi Sergej in ubije Zinovija. Oba se zgrozita nad svojim dejanjem. Ker želita prikriti zločin, skrijeta truplo v klet.

### Tretje dejanje

#### Šesta slika
Dvorišče, zraven je klet.
Celo na poročni dan s Sergejem postaja Katarina zamišljena pred kletjo, tako da postanejo ljudje pozorni. Predvsem zapiti mužik, ki sluti v njej posebno dobro kapljico. Ne more se premagati ter vlomi vanjo. V kleti je ugledal razpadajoče Zinovijevo truplo, strašen smrad ga prepodi in odhiti na policijo.

#### Sedma slika
Policijska postaja.
Policaji se dolgočasijo. Dela ni in dohodki so borni. Posmehujejo se učitelju, ki je naredil manjši prekršek. Vest zapitega mužika jih predrami, predvsem njihovega vodjo, ker je itak nejevoljen, da slavijo pri Izmajlovih svatbo, na katero ni bil vabljen. Tako dobi razlog, da se tja odpravi.

#### Osma slika
Vrt pri Izmajlovih.
Svatba je v polnem teku. Razen ženina in neveste so vsi veseli. Po zabavi končno prevzame vse spanec. Z grozo opazi Katarina šele zdaj, da je nekdo vlomil v klet. Hitro zato skleneta z možem pobrati denar in ubežati, toda je prepozno. Prišla je policija, zato se Katarina in Sergej predata.

### Četrto dejanje

#### Deveta slika
Začasno taborišče za kaznjence.
Obsojence ženejo v Sibirijo. Neskončna je pot po nepreglednih stepah. Ujetniki se utrujeni uležejo na vlažna tla, da prenočijo. Z zadnjimi prihranki podkupuje Katarina orožniško stražo, da bi se lahko sestala s Sergejem. Toda ta se bolj zanima za mikavno Sonjetko. Vendar brez uspeha, dokler ji ne prinese novih nogavic, ki jih izvabi svoji lastni ženi, češ, da ne more dalje, ker ima noge ranjene od verig. Bedna žena je pripravljena na vsako žrtev, le da obdrži ljubega v bližini, saj ji je on edina opora. Ta prevara in zasmeh hudobnih sojetnic jo popolnoma zlomita. Topo zre predse, sanjari o zloveščem jezeru, niti Sonjetkina izzivanja je ne zadenejo več. Pri odhodu nemo sledi ujetnikom, na mostu pa zadene ob svojo tekmico. V hipu se zave in že se z njo vred zažene v deroče valove. Otožna pesem pregnancev in rožljanje jetniških verig se izgubita v daljavi.